# A Queda do Céu
A Queda do Céu: Palavra de um Xamã Yanomami é um livro organizado pelo antropólogo francês Bruce Albert a partir das falas gravadas do xamã yanomami Davi Kopenawa, em um "pacto etnográfico", no qual o Xamã pediu ao antropólogo que este fosse a sua voz para o mundo. Foi originalmente publicado em francês, em 2010, pela editora Plon na Coleção Terre Humaine. Logo em seguida, no ano de 2013, foi publicado em inglês, pela Harvard University Press. Finalmente, foi publicado no Brasil, em 2015, pela editora Companhia das Letras.
A obra, preenchida por visões xamânicas e reflexões etnográficas sobre os brancos, apresenta um universo complexo e informador que questiona os conceitos de progresso e desenvolvimento, termos subjetivos e multissignificativos, defendidos por aqueles que os Yanomami chamam de "povo da mercadoria".
O livro teve uma enorme repercussão a partir de sua publicação no Brasil, provocando inúmeros comentários, análises e debates no âmbito da política, da antropologia e da filosofia. O antropólogo Eduardo Viveiros de Castro afirmou que "a obra A Queda do Céu teve a capacidade de abrir uma fenda na muralha dialógica erguida entre índios e brancos".

## Estilo e estrutura
O livro é um relato em primeira pessoa da história de vida e do pensamento cosmoecológico de Kopenawa. Segundo o antropólogo brasileiro Eduardo Viveiros de Castro, a natureza do texto "é em si uma forma xamânica, um exemplo de xamanismo em ação, no qual um o xamã fala sobre espíritos aos brancos e igualmente sobre os brancos com base nos espíritos, ambos através de um intermediário branco".
O livro está dividido em três partes, cada uma com oito capítulos cronológicos e temáticos: I. Devir outro; II. A fumaça do metal e III. A queda do céu. O primeiro enfoca o treinamento e experiência xamânica Kopenawa; o segundo sobre as consequências da invasão dos garimpeiros no Brasil; e o terceiro sobre sua liderança no Brasil e no exterior em nome da sobrevivência, bem-estar e direitos dos Ianomâmis. Essas três partes são introduzidas por dois ensaios, um prefácio que contextualiza o livro de Albert e Palavras Dadas de Kopenawa. Cinco mapas detalhados do território Yanomami no Brasil e na Venezuela estão incluídos. Há ensaios finais intitulados "Palavras de Omama" de Kopenawa e "Postscriptum" de Albert. Os quatro anexos são intitulados: Etnônimo, língua e ortografia; Os Yanomami no Brasil; Sobre Watoriki (Watoriki é a atual cidade de Kopenawa); e O massacre de Haximu. O texto é esclarecido por especialistas por meio de extensas notas de rodapé, incluindo anexos.
Na versão em português da Companhia das Letras o livro começa com um prólogo escrito por Viveiros de Castro intitulado "O recado da mata" e termina com notas, um glossário etnobiológico, um glossário geográfico, referências, agradecimentos, índices temáticos, entidades xamânicas e cosmológicas Yanomami.

## Produção
O livro começou a ser composto em 1989, quando Davi Kopenawa enviou três fitas gravadas para Albert narrando, em sua língua, as dificuldades enfrentadas pelo seu povo diante do garimpo, das doenças e da violência na região. O xamã solicitou a ajuda de Albert para tornar conhecidas suas palavras e seus relatos. A partir disso, foi conduzida uma série de entrevistas com Kopenawa, que seriam traduzidas para o português e o francês e publicadas em texto. A repercussão dessas entrevistas-ensaios fez com que Kopenawa solicitasse que Albert fosse além das publicações de textos e organizasse um livro desses relatos.
O primeiro manuscrito do livro foi produzido em 1993, com base em 43 horas de gravações, que resultaram em 500 páginas de transcrição. A partir disso, Albert reiniciou uma série de entrevista com o objetivo de aprimorar e esclarecer pontos do relato, como cronologias, lacunas, temáticas. Paralelamente, traduções de trechos das falas de Kopenawa continuavam a ser publicadas.
Por fim, a partir da transcrição, tradução e organização de 93 horas de gravações feitas entre 1989 e 1999 o livro foi publicado em 2010 em francês.

### Publicações em outros idiomas
Em 2013, o livro foi traduzido para o inglês como The Falling Sky: Words of a Yanomami Shaman por Nicholas Elliott e Alison Dundy, e publicado pelo selo Belknap Press da Harvard University Press. O prefácio desta edição foi escrito por Jean Malaurie, criador da Coleção Terre humaine.
Em 2015 foi publicado em português como A Queda do Céu pela editora Companhia das Letras. A tradução é de Beatriz Perrone-Moisés e inclui um prefácio de Eduardo Viveiros de Castro intitulado "A mensagem da floresta".
A versão italiana foi publicada em 2018 como La Caduta del Cielo: Parole di uno Sciamano Yanomami pela editora Nottetempo e traduzida por Alessandro Lucera e Alessandro Palmieri.
A versão em alemão foi publicada em 2024 como Der Sturz des Himmels. Worte eines Yanomami-Schamanen pela editora Matthes & Seitz Berlim e traduzida por Karin Uttendörfer e Tim Trzaskalik.